# Veldrijden in het seizoen 2016-2017
Het veldritseizoen 2016-2017 begon op 31 augustus 2016 met de QianSen Trophy Cyclocross in Beijing, China en eindigde op 19 februari 2017 met de Internationale Sluitingsprijs in Oostmalle, België. De drie regelmatigheidscriteriums waaraan de hele wereldtop meedeed waren de wereldbeker, de Superprestige (met manches in Nederland en België) en de DVV Verzekeringen Trofee/IJsboerke Ladies Trophy (met manches in België). Andere belangrijke lokale klassementen waren de TOI TOI Cup (Tsjechië), de National Trophy Series (Verenigd Koninkrijk), de EKZ CrossTour (Zwitserland) en de Coupe de France de cyclo-cross (Frankrijk).
De Europese kampioenschappen stonden op het programma voor 29 en 30 oktober 2016 in het Franse Pontchâteau. De meeste nationale kampioenschappen vonden plaats op 7 en 8 januari 2016 (voor Nederland in Sint-Michielsgestel en voor België in Hooglede-Gits) en de wereldkampioenschappen op 28 en 29 januari 2017 in Bieles, Luxemburg.

## UCI ranking
De UCI ranking werd opgemaakt aan de hand van de resultaten van het afgelopen jaar. Bij elke nieuwe ranking werden de punten behaald sinds de vorige ranking erbij geteld en de punten die waren behaald tot dezelfde datum het jaar ervoor eraf gehaald. Het aantal punten dat gewonnen kon worden bij elke wedstrijd was afhankelijk van de wedstrijdcategorie. De startvolgorde in alle wedstrijden was afhankelijk van deze ranking: hoe hoger op de ranking, hoe verder vooraan de renner mocht starten.
De beste vijftig renners en rensters in de ranking waren startgerechtigd in de wereldbeker. Alle landen die minder dan acht startgerechtigde renners hadden, mochten hun team aanvullen tot acht renners.

### Puntenverdeling
| Cat. | Omschrijving                                          | 1e  | 2e  | 3e  | 4e  | 5e  | 6e  | 7e  | 8e  | 9e  | 10e |
| ---- | ----------------------------------------------------- | --- | --- | --- | --- | --- | --- | --- | --- | --- | --- |
| CM   | Wereldkampioenschap (Championnats du Monde)           | 400 | 360 | 320 | 280 | 240 | 200 | 190 | 180 | 170 | 160 |
| CDM  | Wereldbeker (Coupe du Monde)                          | 200 | 160 | 140 | 120 | 110 | 100 | 90  | 80  | 70  | 60  |
| CC   | Continentaal kampioenschap (Championnats Continental) | 100 | 60  | 40  | 30  | 25  | 20  | 17  | 15  | 12  | 10  |
| CN   | Nationaal kampioenschap (Championnat National)        | 100 | 60  | 40  | 30  | 25  | 20  | 15  | 10  | 5   | 3   |
| C1   | Wedstrijdcategorie 1                                  | 80  | 60  | 40  | 30  | 25  | 20  | 17  | 15  | 12  | 10  |
| C2   | Wedstrijdcategorie 2                                  | 40  | 30  | 20  | 15  | 10  | 8   | 6   | 4   | 2   | 1   |

### Eindstanden
De landenrankings per categorie werden opgemaakt door optelling van de punten die behaald werden door de eerste drie geklasseerde renners van elk land. In het geval dat landen gelijk stonden in de stand, was de plaats van hun beste renner in de individuele stand beslissend.
| Plaats | Naam                   | Punten |
| ------ | ---------------------- | ------ |
| 1      | Wout van Aert          | 2.555  |
| 2      | Mathieu van der Poel   | 1.918  |
| 3      | Kevin Pauwels          | 1.733  |
| 4      | Laurens Sweeck         | 1.413  |
| 5      | Corné van Kessel       | 1.331  |
| 6      | Tom Meeusen            | 1.230  |
| 7      | Michael Vanthourenhout | 1.212  |
| 8      | Marcel Meisen          | 1.087  |
| 9      | Toon Aerts             | 1.071  |
| 10     | Stephen Hyde           | 1.043  |

| Plaats | Naam              | Punten |
| ------ | ----------------- | ------ |
| 1      | Sanne Cant        | 2.068  |
| 2      | Kateřina Nash     | 1.710  |
| 3      | Sophie de Boer    | 1.629  |
| 4      | Katherine Compton | 1.486  |
| 5      | Marianne Vos      | 1.402  |
| 6      | Ellen Van Loy     | 1.374  |
| 7      | Lucinda Brand     | 1.125  |
| 8      | Ellen Noble       | 1.091  |
| 9      | Caroline Mani     | 1.079  |
| 10     | Christine Majerus | 1.061  |

Eindstand UCI ranking.

## Titelverdedigers
| Kampioenschap/Klassement | Mannen elite         | Vrouwen elite      |  |
| ------------------------ | -------------------- | ------------------ |  |
| Wereldkampioen           | Wout van Aert        | Thalita de Jong    |  |
| Europees kampioen        | Lars van der Haar    | Sanne Cant         |  |
|                          |                      |                    |  |
| Belgisch kampioen        | Wout van Aert        | Sanne Cant         |  |
| Nederlands kampioen      | Mathieu van der Poel | Thalita de Jong    |  |
|                          |                      |                    |  |
| Wereldbeker              | Wout van Aert        | Sanne Cant         |  |
| Superprestige            | Wout van Aert        | Sanne Cant         |  |
| Bpost bank trofee        | Wout van Aert        | Sanne Cant         |  |
|                          |                      |                    |  |
| EKZ CrossTour            | Francis Mourey       | Pavla Havlíková    |  |
| TOI TOI Cup              | Tomáš Paprstka       | Jana Czeczinkarová |  |
| National Trophy Series   | Ian Field            | Hannah Payton      |  |
| Coupe de France          | Clément Venturini    | Maëlle Grossetête  |  |

## Klassementen

### Wereldbeker
De wereldbeker heeft in seizoen 2016-2017 in plaats van zeven, negen manches. De manche in Lignièrs-en-Berry (Frankrijk) is vervallen en er zijn drie manches bijgekomen: in Iowa (Verenigde Staten), Zeven (Duitsland) en Fiuggi (Italië). Dit sluit aan bij de wens van de UCI om het veldrijden internationaal op een hoger niveau te krijgen, de wereldbeker doet nu ook Duitsland en Italië aan.
Bij de mannen won Wout van Aert met 530 punten, een voorsprong van 56 punten ten opzichte van nummer twee Kevin Pauwels. Bij de vrouwen was dit Sophie de Boer met 484 punten en een voorsprong van 89 punten op Sanne Cant.

### Superprestige
Het Superprestige-klassement zal bestaan uit dezelfde acht manches als in het vorige seizoen - zeven in België en een in Nederland.
Bij de mannen won Mathieu van der Poel met 119 punten, een voorsprong van 6 punten ten opzichte van nummer twee Wout van Aert. Bij de vrouwen was dit Sanne Cant met 113 punten en een voorsprong van 13 punten op Sophie de Boer.

### DVV Verzekeringen Trofee / IJsboerke Ladies Trophy
De bpost bank trofee heet met ingang van veldritseizoen 2016-2017 de DVV Verzekeringen Trofee (mannen) / IJsboerke Ladies Trophy (vrouwen). Dit klassement behoudt ook in dit seizoen acht manches, allen in België. De Krawatencross in Lille keert weer terug in het klassement nadat deze in het seizoen 2015-2016 dienstdeed als Belgisch kampioenschap, de manche komt in plaats van de Waaslandcross (Sint-Niklaas).
Bij de mannen won Wout van Aert met een voorsprong van 3'22" ten opzichte van nummer twee Kevin Pauwels. Bij de vrouwen was dit Sanne Cant met een voorsprong van 4'28" op Thalita de Jong, die voor aanvang van de laatste manche nog eerste stond, maar door een blessure niet van start kon gaan.

## Kalender

### Klassementscrossen
Van de crossen van de drie grote klassementen (Wereldbeker, de Superprestige en DVV Verzekeringen Trofee/IJsboerke Ladies Trophy) zullen er nooit twee op dezelfde dag verreden worden. Meestal zijn de crossen verspreid over weekenden, maar het komt voor dat een week(end) meerdere klassementscrossen bevat. De meeste top-crossers rijden in alle onderstaande klassementscrossen mee, waardoor het in sommige periodes/weekenden ("dubbele weekenden") extra druk kan zijn, vooral rondom de kerst en nieuwjaar.
| Week | Datum                                                                        | Cross 1                                                                      | (Datum)                                                                      | (Cross 2)                                                                    |
| ---- | ---------------------------------------------------------------------------- | ---------------------------------------------------------------------------- | ---------------------------------------------------------------------------- | ---------------------------------------------------------------------------- |
| 38   | 21 september (wo)                                                            | Cross Vegas (Wereldbeker)                                                    | 24 september (za)                                                            | Jingle Cross (Wereldbeker)                                                   |
| 39   | 2 oktober (zo)                                                               | Cyclocross Gieten (Superprestige)                                            |                                                                              |                                                                              |
| 40   | 9 oktober (zo)                                                               | GP Mario De Clercq (DVV/IJsboerke Ladies Trophy)                             |                                                                              |                                                                              |
| 41   | 16 oktober (zo)                                                              | Cyclocross Zonhoven (Superprestige)                                          |                                                                              |                                                                              |
| 42   | 23 oktober (zo)                                                              | Cauberg Cyclocross (Wereldbeker)                                             |                                                                              |                                                                              |
| 43   | Week(end) gereserveerd voor continentale kampioenschappen (29 en 30 oktober) | Week(end) gereserveerd voor continentale kampioenschappen (29 en 30 oktober) | Week(end) gereserveerd voor continentale kampioenschappen (29 en 30 oktober) | Week(end) gereserveerd voor continentale kampioenschappen (29 en 30 oktober) |
| 44   | 1 november (di)                                                              | Koppenbergcross (DVV/IJsboerke Ladies Trophy)                                | 6 november (zo)                                                              | Cyclocross Ruddervoorde (Superprestige)                                      |
| 45   | 13 november (zo)                                                             | Cyclocross Asper-Gavere (Superprestige)                                      |                                                                              |                                                                              |
| 46   | 20 november (zo)                                                             | Duinencross (Wereldbeker)                                                    |                                                                              |                                                                              |
| 47   | 26 november (za)                                                             | Wereldbeker Zeven (Wereldbeker)                                              | 27 november (zo)                                                             | Flandriencross (DVV/IJsboerke Ladies Trophy)                                 |
| 48   | 3 december (za)                                                              | GP Région Wallonne (Superprestige)                                           |                                                                              |                                                                              |
| 49   | 10 december (za)                                                             | Cyclocross Essen (DVV/IJsboerke Ladies Trophy)                               |                                                                              |                                                                              |
| 50   | 17 december (za)                                                             | Scheldecross (DVV/IJsboerke Ladies Trophy)                                   | 18 december (zo)                                                             | Citadelcross (Wereldbeker)                                                   |
| 51   | 23 december (vr)                                                             | Cyclocross Diegem (Superprestige)                                            |                                                                              |                                                                              |
| 52   | 26 december (ma)                                                             | GP Eric De Vlaeminck (Wereldbeker)                                           | 29 december (do)                                                             | Azencross (DVV/IJsboerke Ladies Trophy)                                      |
| 52   |                                                                              |                                                                              | 1 januari (zo)                                                               | GP Sven Nys (DVV/IJsboerke Ladies Trophy)                                    |
| 1    | Week(end) gereserveerd voor nationale kampioenschappen (7 en 8 januari)      | Week(end) gereserveerd voor nationale kampioenschappen (7 en 8 januari)      | Week(end) gereserveerd voor nationale kampioenschappen (7 en 8 januari)      | Week(end) gereserveerd voor nationale kampioenschappen (7 en 8 januari)      |
| 2    | 15 januari (zo)                                                              | Wereldbeker Fiuggi (Wereldbeker)                                             |                                                                              |                                                                              |
| 3    | 22 januari (zo)                                                              | GP Adrie van der Poel (Wereldbeker)                                          |                                                                              |                                                                              |
| 4    | Week(end) gereserveerd voor wereldkampioenschappen (28 en 29 januari)        | Week(end) gereserveerd voor wereldkampioenschappen (28 en 29 januari)        | Week(end) gereserveerd voor wereldkampioenschappen (28 en 29 januari)        | Week(end) gereserveerd voor wereldkampioenschappen (28 en 29 januari)        |
| 5    | 4 februari (za)                                                              | Krawatencross (DVV/IJsboerke Ladies Trophy)                                  | 5 februari (zo)                                                              | Vlaamse Aardbeiencross (Superprestige)                                       |
| 6    | 11 februari (za)                                                             | Noordzeecross (Superprestige)                                                |                                                                              |                                                                              |

### Kalender per maand
De wereldbeker wordt weergegeven in vetgedrukte tekst, de belangrijkste regelmatigheidscriteriums in cursief gedrukte tekst.
Voor de wedstrijdcategorieën, zie UCI-wedstrijdcategorieën.

#### Augustus
| Datum | Cross                                               | Cat. | Winnaar mannen | Winnaar vrouwen |
| ----- | --------------------------------------------------- | ---- | -------------- | --------------- |
| 31    | QianSen Trophy Cyclocross - Yanqing Station, Peking | C1   | Rob Peeters    | Emily Kachorek  |

#### September
| Datum | Cross                                               | Cat. | Winnaar mannen     | Winnaar vrouwen            |
| ----- | --------------------------------------------------- | ---- | ------------------ | -------------------------- |
| 3     | QianSen Trophy Cyclocross - Fengtai Station, Peking | C1   | Marcel Wildhaber   | Ceylin del Carmen Alvarado |
| 10    | Rochester Cyclo-cross #1, Rochester                 | C1   | Jeremy Powers      | Kaitlin Antonneau          |
| 11    | Rochester Cyclo-cross #2, Rochester                 | C2   | Jeremy Powers      | Caroline Mani              |
| 11    | Muur van Geraardsbergen (Brico Cross)               | C2   | Wout van Aert      | Sanne Cant                 |
| 17    | Nittany Lion Cross #1, Breinigsville                | C2   | Jeremy Durrin      | Christel Ferrier-Bruneau   |
| 17    | Trek CXC Cup #1, Waterloo                           | C2   | Steve Chainel      | Katherine Compton          |
| 18    | Supercross Baden (EKZ CrossTour), Baden             | C1   | Klaas Vantornout   | Eva Lechner                |
| 18    | Nittany Lion Cross #2, Breinigsville                | C2   | Jeremy Durrin      | Arley Kemmerer             |
| 18    | Trek CXC Cup #2, Waterloo                           | C1   | Wout van Aert      | Kaitlin Antonneau          |
| 21    | Cross Vegas (Wereldbeker), Las Vegas                | CDM  | Wout van Aert      | Sophie de Boer             |
| 23    | Jingle Cross #1, Iowa City                          | C2   | Marcel Meisen      | Helen Wyman                |
| 24    | Jingle Cross #2 (Wereldbeker), Iowa City            | CDM  | Wout van Aert      | Katherine Compton          |
| 25    | Jingle Cross #3, Iowa City                          | C1   | David van der Poel | Kateřina Nash              |
| 25    | Gotenburg Cyclecross Raceweekend, Göteborg          | C2   | Henrik Jansson     | Ida Jansson                |
| 25    | Radcross Illnau, Illnau-Effretikon                  | C2   | Jens Adams         | Évita Muzic                |
| 28    | Cyclocross Tábor (TOI TOI Cup), Tábor               | C1   | Michael Boroš      | Karla Štěpánová            |

#### Oktober
| Datum | Cross                                                   | Cat. | Winnaar mannen         | Winnaar vrouwen    |
| ----- | ------------------------------------------------------- | ---- | ---------------------- | ------------------ |
| 1     | Grote Prijs Neerpelt (Soudal Classics), Neerpelt        | C2   | Laurens Sweeck         | Sophie de Boer     |
| 1     | KMC CrossFest #1, Providence                            | C1   | Stephen Hyde           | Katherine Compton  |
| 2     | Cyclocross Gieten (Superprestige), Gieten               | C1   | Mathieu van der Poel   | Sanne Cant         |
| 2     | Cyclocross Aigle (EKZ CrossTour), Aigle                 | C1   | Clément Venturini      | Pavla Havlíková    |
| 2     | KMC CrossFest #2, Providence                            | C2   | Curtis White           | Katherine Compton  |
| 2     | Trofeo SMP Master Cross Internazionale, Buja            | C2   | Enrico Franzoi         | Sara Casasola      |
| 8     | Cyclocross Mladá Boleslav (TOI TOI Cup), Mladá Boleslav | C2   | Tomáš Paprstka         | Pavla Havlíková    |
| 8     | Berencross (Brico Cross), Meulebeke                     | C2   | Mathieu van der Poel   | Ellen Van Loy      |
| 8     | Charm City Cross #1, Baltimore                          | C2   | Stephen Hyde           | Katherine Compton  |
| 8     | Kronborg Cyclocross #1, Helsingør                       | C2   | Morten Laustsen        | Asa Erlandsson     |
| 9     | GP Mario De Clercq (DVV/IJsboerke, Ronse                | C1   | Wout van Aert          | Thalita de Jong    |
| 9     | Cyclocross Derby (National Trophy), Derby               | C2   | Yorben Van Tichelt     | Hannah Payton      |
| 9     | Cyclocross Erôme Gervans (Coupe de France), Gervans     | C1   | Francis Mourey         | Marlène Petit      |
| 9     | Charm City Cross #2, Baltimore                          | C1   | Stephen Hyde           | Katherine Compton  |
| 9     | Kronborg Cyclocross #2, Helsingør                       | C2   | Kenneth Hansen         | Stefanie Paul      |
| 15    | Polderscross (Brico Cross), Kruibeke                    | C2   | Michael Vanthourenhout | Jolien Verschueren |
| 15    | US Open of Cyclocross #1, Boulder City                  | C2   | Yannick Eckmann        | Amanda Miller      |
| 15    | GP of Gloucester #1, Gloucester                         | C2   | Curtis White           | Ellen Noble        |
| 16    | Cyclocross Zonhoven (Superprestige), Zonhoven           | C1   | Mathieu van der Poel   | Sanne Cant         |
| 16    | US Open of Cyclocross #2, Boulder City                  | C2   | Yannick Eckmann        | Melinda McCutcheon |
| 16    | GP of Gloucester #2, Gloucester                         | C2   | Curtis White           | Helen Wyman        |
| 16    | 55. Internationales Radquer Steinmaur, Steinmaur        | C2   | Marcel Wildhaber       | Nicole Koller      |
| 16    | Grand-Prix de la Commune de Contern, Contern            | C2   | Michael Vanthourenhout | Thalita de Jong    |
| 20    | Kermiscross, Ardooie                                    | C2   | Wout van Aert          | Sanne Cant         |
| 22    | Niels Albert CX, Boom                                   | C2   | Wout van Aert          | Jolien Verschueren |
| 22    | Stockholm Cyclo Cross, Stockholm                        | C2   | Fredrik Haraldseth     | Emma Johansson     |
| 22    | DCCX #1, Washington DC                                  | C2   | Kerry Werner           | Katherine Compton  |
| 22    | The North Coast Grand Prix of Cyclocross #1, Cleveland  | C2   | Andrew Dillman         | Amanda Nauman      |
| 23    | Cauberg Cyclocross (Wereldbeker), Valkenburg            | CDM  | Mathieu van der Poel   | Thalita de Jong    |
| 23    | Cyclocross Abergavenny (National Trophy), Abergavenny   | C2   | Ian Field              | Evie Richards      |
| 23    | Cyclo-cross de Balan Ardennes, Balan                    | C2   | Braam Merlier          | Lindy van Anrooij  |
| 23    | DCCX #2, Washington DC                                  | C2   | Kerry Werner           | Katherine Compton  |
| 23    | The North Coast Grand Prix of Cyclocross #2, Cleveland  | C2   | Andrew Dillman         | Amanda Nauman      |
| 25    | Nacht van Woerden, Woerden                              | C2   | Lars van der Haar      | Lucinda Brand      |
| 29-30 | Europese kampioenschappen, Pontchâteau                  | CC   | Toon Aerts             | Thalita de Jong    |
| 29    | Pan-Amerikaanse kampioenschappen, Covington             | CC   | Stephen Hyde           | Katherine Compton  |
| 29    | VIII. Ziklo Kross Laudio, Llodio                        | C2   | Ismael Esteban Aguando | Aida Nuño Palacio  |
| 29    | HPCX #1, Jamesburg                                      | C2   | Adam Craig             | Arley Kemmerer     |
| 30    | HPCX #2, Jamesburg                                      | C2   | Carl Decker            | Serena Gordon      |
| 30    | Cincinnati - KingsCX, Mason                             | C1   | Stephen Hyde           | Kateřina Nash      |
| 30    | TOHOKU CX Project, Inawashiro-cho                       | C2   | Hikaru Kosaka          | Eri Yonamine       |
| 30    | Trofeo Ayuntamiento de Muskiz, Muskiz                   | C2   | Vincent Baestaens      | Aida Nuño Palacio  |

#### November
| Datum | Cross                                                               | Cat. | Winnaar mannen           | Winnaar vrouwen        |
| ----- | ------------------------------------------------------------------- | ---- | ------------------------ | ---------------------- |
| 1     | Koppenbergcross (DVV/IJsboerke), Oudenaarde                         | C1   | Wout van Aert            | Jolien Verschueren     |
| 1     | Gran Premio Mamma E Papa Guerciotti AM, Milaan                      | C2   | Marcel Meisen            | Alice Maria Arzuffi    |
| 5     | Cyclocross Holé Vrchy (TOI TOI Cup), Holé Vrchy                     | C2   | Tomáš Paprstka           | Karla Štěpánová        |
| 5     | Waaslandcross (SOUDAL), Sint-Niklaas                                | C2   | Tom Meeusen              | Sanne Cant             |
| 5     | Crossrace GP Luzern, Pfaffnau                                       | C2   | Corné van Kessel         | Manon Bakker           |
| 5     | The Derby City Cup #1, Louisville                                   | C1   | Stephen Hyde             | Kateřina Nash          |
| 6     | Cyclocross Ruddervoorde (Superprestige), Ruddervoorde               | C1   | Mathieu van der Poel     | Sophie de Boer         |
| 6     | Cyclocross Hittnau (EKZ CrossTour), Hittnau                         | C1   | Marcel Wildhaber         | Nicole Koller          |
| 6     | The Derby City Cup #2, Louisville                                   | C2   | Stephen Hyde             | Kateřina Nash          |
| 6     | XXIV Cyclo-cross de Karrantza, Karrantza                            | C2   | Javier Ruiz de Larrinaga | Aida Nuño Palacio      |
| 11    | Jaarmarktcross Niel (SOUDAL), Niel                                  | C2   | Toon Aerts               | Sanne Cant             |
| 11    | Val d'Ille Intermarché Cyclo-cross Tour, La Mézière                 | C2   | Clément Venturini        | Évita Muzic            |
| 12    | Cyclocross Kolín (TOI TOI Cup), Kolín                               | C2   | Jan Nesvadba             | Pavla Havlíková        |
| 12    | Grote Prijs van Brabant, 's-Hertogenbosch                           | C1   | Mathieu van der Poel     | Sophie de Boer         |
| 12    | The Cycle-Smart International #1, Northampton                       | C2   | Curtis White             | Maghalie Rochette      |
| 12    | Cyntery Hurtland, Tulsa                                             | C2   | Skyler Mackey            | Sunny Gilbert          |
| 13    | Cyclocross Asper-Gavere (Superprestige), Gavere                     | C1   | Mathieu van der Poel     | Sanne Cant             |
| 13    | Cyclocross Houghton-le-Spring (National Trophy), Houghton-le-Spring | C2   | Ian Field                | Hannah Payton          |
| 13    | Cyclocross Bagnoles de l'Orne (Coupe de France), Bagnoles-de-l'Orne | C1   | Clément Venturini        | Marlène Petit          |
| 13    | Gran Premi Les Franqueses del Valles, Les Franqueses del Vallès     | C2   | Ismael Esteban Aguado    | Aida Nuño Palacio      |
| 13    | Flückiger Cross Madiswil, Madiswil                                  | C2   | Sascha Weber             | Jasmin Egger-Achermann |
| 13    | The Cycle-Smart International #2, Northampton                       | C2   | Curtis White             | Emma White             |
| 17    | Cyclocross Slaný (TOI TOI Cup), Slaný                               | C1   | David van der Poel       | Pavla Havlíková        |
| 19    | GP van Hasselt (SOUDAL), Hasselt                                    | C1   | Laurens Sweeck           | Sanne Cant             |
| 19    | CXLA Weekend #1, Los Angeles                                        | C2   | Tobin Ortenblad          | Kateřina Nash          |
| 19    | Supercross Cup #1, Stony Point                                      | C2   | Jack Kisseberth          | Maghalie Rochette      |
| 20    | Duinencross (Wereldbeker), Koksijde                                 | CDM  | Afgelast wegens storm    | Afgelast wegens storm  |
| 20    | CXLA Weekend #2, Los Angeles                                        | C2   | Tobin Ortenblad          | Kateřina Nash          |
| 20    | Supercross Cup #2, Stony Point                                      | C2   | Curtis White             | Maghalie Rochette      |
| 20    | KANSAI Cyclo Cross MAKINO Round, Takashima                          | C2   | Toki Sawada              | Kiyoka Sakaguchi       |
| 26    | Wereldbeker Zeven (Wereldbeker), Zeven                              | CDM  | Mathieu van der Poel     | Sanne Cant             |
| 26    | Nobeyama Supercross #1, Minamimaki                                  | C2   | Hikaru Kosaka            | Kiyoka Sakaguchi       |
| 27    | Flandriencross (DVV/IJsboerke), Hamme                               | C1   | Mathieu van der Poel     | Sanne Cant             |
| 27    | Ciclocros Joan Soler, Manlleu                                       | C2   | Aitor Hernández          | Aida Nuño Palacio      |
| 27    | Cyclocross Ipswich (National Trophy), Ipswich                       | C2   | Yorben Van Tichelt       | Hannah Payton          |
| 27    | International Cyclocross Selle SMP, Brugherio                       | C2   | Gioele Bertolini         | Chiara Teocchi         |
| 27    | Tage des Querfeldeinsports (Day of Cyclocross), Ternitz             | C2   | Mariusz Gil              | Nadja Heigl            |
| 27    | Nobeyama Supercross #2, Minamimaki                                  | C2   | Garry Millburn           | Kiyoka Sakaguchi       |

#### December
| Datum | Cross                                                  | Cat. | Winnaar mannen              | Winnaar vrouwen             |
| ----- | ------------------------------------------------------ | ---- | --------------------------- | --------------------------- |
| 3     | GP Région Wallonne (Superprestige), Spa-Francorchamps  | C1   | Wout van Aert               | Thalita de Jong             |
| 3     | Cyclocross Jabkenice (TOI TOI Cup), Jabkenice          | C2   | Radomír Šimůnek             | Vendula Kuntová             |
| 3     | Cyclo-cross International de Nyon, Nyon                | C2   | Lukas Flückiger             | Jasmin Egger-Achermann      |
| 3     | Major Taylor Cross Cup #1, Indianapolis                | C2   | Josh Johnson                | Sofia Gomez Villafane       |
| 3     | Ruts N Guts #1, Broken Arrow                           | C1   | Tobin Ortenblad             | Katherine Compton           |
| 3     | GGEW Grand Prix, Bensheim                              | C2   | Wietse Bosmans              | Joyce Vanderbeken           |
| 3     | NBX Gran Prix of Cross #1, Warwick                     | C2   | Curtis White                | Emma White                  |
| 4     | Major Taylor Cross Cup #2, Indianapolis                | C2   | Spencer Petrov              | Courtenay McFadden          |
| 4     | Ruts N Guts #2, Broken Arrow                           | C2   | Tobin Ortenblad             | Katherine Compton           |
| 4     | Cyclocross International Sion-Valais, Sion             | C2   | Julien Taramarcaz           | Ramona Forchini             |
| 4     | Trofeo San Andres de Ciclo-cross, Ametzaga de Zuia     | C2   | Ismael Esteban              | Aida Nuño Palacio           |
| 4     | Zilvermeercross, Mol                                   | C2   | Mathieu van der Poel        | Sanne Cant                  |
| 4     | NBX Gran Prix of Cross #2, Warwick                     | C2   | Curtis White                | Emma White                  |
| 8     | Ciclocross del Ponte, Treviso                          | C2   | Marcel Meisen               | Alice Maria Arzuffi         |
| 8     | Asteasuko Ziko-krosa, Asteasu                          | C2   | Ismael Esteban              | Aida Nuño Palacio           |
| 10    | Cyclocross Essen (DVV/IJsboerke), Essen                | C1   | Wout van Aert               | Sanne Cant                  |
| 10    | Cyclocross Uničov (TOI TOI Cup), Uničov                | C1   | Marcel Meisen               | Kateřina Nash               |
| 10    | Basqueland Zkrosa, Elorrio                             | C2   | Ismael Esteban              | Aida Nuño Palacio           |
| 10    | Resolution 'Cross Cup #1, Dallas                       | C2   | James Driscoll              | Courtenay McFadden          |
| 10    | North Carolina Grand Prix - Race #1, Hendersonville    | C2   | Tristan Cowie               | Rebecca Fahringer           |
| 10    | Gran Premio Luzinis, Gorizia                           | C2   | Marco Fontana               | Chiara Teocchi              |
| 11    | Cyclocross Eschenbach (EKZ CrossTour), Eschenbach      | C1   | Marcel Wildhaber            | Eva Lechner                 |
| 11    | Cyclocross Shrewsbury (National Trophy), Shrewsbury    | C2   | Ian Field                   | Hannah Payton               |
| 11    | Cyclocross Nommay (Coupe de France), Nommay            | C1   | Clément Venturini           | Hélène Clauzel              |
| 11    | Vlaamse Druivencross, Overijse                         | C1   | Mathieu van der Poel        | Sophie de Boer              |
| 11    | XL Ziklo Kross Igorre, Igorre                          | C2   | Stan Godrie                 | Aida Nuño Palacio           |
| 11    | Resolution 'Cross Cup #2, Dallas                       | C2   | Todd Wells                  | Courtenay McFadden          |
| 11    | North Carolina Grand Prix - Race #2, Hendersonville    | C2   | Travis Livermon             | Arley Kemmerer              |
| 17    | Scheldecross (DVV/IJsboerke), Antwerpen                | C1   | Mathieu van der Poel        | Sanne Cant                  |
| 18    | Citadelcross (Wereldbeker), Namen                      | CDM  | Mathieu van der Poel        | Kateřina Nash               |
| 18    | Cyclo-Cross Internacional Ciudad de Valencia, Valencia | C2   | Afgelast wegens slecht weer | Afgelast wegens slecht weer |
| 23    | Cyclocross Diegem (Superprestige), Diegem              | C1   | Mathieu van der Poel        | Marianne Vos                |
| 26    | GP Eric De Vlaeminck (Wereldbeker), Heusden-Zolder     | CDM  | Wout van Aert               | Marianne Vos                |
| 26    | Internationales Radquer Dagmersellen, Dagmersellen     | C2   | Lars Förster                | Jasmin Egger                |
| 29    | Azencross (DVV/IJsboerke), Loenhout                    | C1   | Wout van Aert               | Sanne Cant                  |
| 30    | Versluys Cyclocross (Brico Cross), Bredene             | C2   | Wout van Aert               | Thalita de Jong             |

#### Januari
| Datum | Cross                                                               | Cat. | Winnaar mannen       | Winnaar vrouwen   |
| ----- | ------------------------------------------------------------------- | ---- | -------------------- | ----------------- |
| 1     | GP Sven Nys (DVV/IJsboerke), Baal                                   | C1   | Toon Aerts           | Marianne Vos      |
| 1     | Grand-Prix Hotel Threeland, Pétange                                 | C2   | Marcel Meisen        | Christine Majerus |
| 1     | Ripley Castle Cyclocross, Ripley                                    | C2   | Ian Field            | Amira Mellor      |
| 2     | Supercross Meilen (EKZ CrossTour), Meilen                           | C1   | Marcel Meisen        | Christine Majerus |
| 4     | Centrumcross, Surhuisterveen                                        | C2   | Corné van Kessel     | Marianne Vos      |
| 7-8   | Belgische kampioenschappen, Oostende                                | CN   | Wout van Aert        | Sanne Cant        |
| 7-8   | Nederlandse kampioenschappen, Sint-Michielsgestel                   | CN   | Mathieu van der Poel | Marianne Vos      |
| 9     | Cyclocross Otegem, Otegem                                           | C2   | Mathieu van der Poel | Christine Majerus |
| 15    | Wereldbeker Fiuggi (Wereldbeker), Fiuggi                            | CDM  | Wout van Aert        | Marianne Vos      |
| 15    | Grand Prix Möbel Alvisse, Leudelange                                | C2   | Wietse Bosmans       | Christine Majerus |
| 21    | Kasteelcross Zonnebeke, Zonnebeke                                   | C2   | Wietse Bosmans       | Thalita de Jong   |
| 21    | International Cyclocross Rucphen, Rucphen                           | C2   | Lars van der Haar    | Laura Verdonschot |
| 22    | GP Adrie van der Poel (Wereldbeker), Hoogerheide                    | CDM  | Lars van der Haar    | Marianne Vos      |
| 22    | Gran Premio di Ciclocross Città di Vittorio Veneto, Vittorio Veneto | C2   | Cristian Cominelli   | Sara Casasola     |
| 28-29 | Wereldkampioenschappen veldrijden, Bieles                           | CM   | Wout van Aert        | Sanne Cant        |

#### Februari
| Datum | Cross                                               | Cat. | Winnaar mannen       | Winnaar vrouwen   |
| ----- | --------------------------------------------------- | ---- | -------------------- | ----------------- |
| 1     | Parkcross (Brico Cross), Maldegem                   | C2   | Mathieu van der Poel | Marianne Vos      |
| 4     | Krawatencross (DVV/IJsboerke), Lille                | C1   | Mathieu van der Poel | Maud Kaptheijns   |
| 5     | Vlaamse Aardbeiencross (Superprestige), Hoogstraten | C1   | Mathieu van der Poel | Sophie de Boer    |
| 11    | Noordzeecross (Superprestige), Middelkerke          | C1   | Mathieu van der Poel | Sanne Cant        |
| 12    | Vestingcross (Brico Cross), Hulst                   | C2   | Mathieu van der Poel | Sanne Cant        |
| 18    | Cyclocross Leuven (SOUDAL), Leuven                  | C1   | Mathieu van der Poel | Katherine Compton |
| 19    | Internationale Sluitingsprijs, Oostmalle            | C1   | Wout van Aert        | Sanne Cant        |
| 22    | Cyclocross Masters (SOUDAL), Waregem                | –    | Wout van Aert        | Sophie de Boer    |

### Spreiding van de crossen
| Cat.   | Klassement                       | Vlag van Verenigde Staten | Vlag van België | Vlag van Zwitserland | Vlag van Spanje | Vlag van Nederland | Vlag van Tsjechië | Vlag van Italië | Vlag van Frankrijk | Vlag van Verenigd Koninkrijk | Vlag van Luxemburg | Vlag van Japan | Vlag van Duitsland | Vlag van China | Vlag van Zweden | Vlag van Oostenrijk | Tot. |
| ------ | -------------------------------- | ------------------------- | --------------- | -------------------- | --------------- | ------------------ | ----------------- | --------------- | ------------------ | ---------------------------- | ------------------ | -------------- | ------------------ | -------------- | --------------- | ------------------- | ---- |
| CM     | Wereldkampioenschappen           |                           |                 |                      |                 |                    |                   |                 |                    |                              | 1                  |                |                    |                |                 |                     | 1    |
| CC     | Europese kampioenschappen        |                           |                 |                      |                 |                    |                   |                 | 1                  |                              |                    |                |                    |                |                 |                     | 1    |
| CC     | Pan-Amerikaanse kampioenschappen | 1                         |                 |                      |                 |                    |                   |                 |                    |                              |                    |                |                    |                |                 |                     | 1    |
| CDM    | Wereldbeker                      | 2                         | 3               |                      |                 | 2                  |                   | 1               |                    |                              |                    |                | 1                  |                |                 |                     | 9    |
| C1     | Superprestige                    |                           | 7               |                      |                 | 1                  |                   |                 |                    |                              |                    |                |                    |                |                 |                     | 8    |
| C1     | DVV/IJsboerke Trofee             |                           | 8               |                      |                 |                    |                   |                 |                    |                              |                    |                |                    |                |                 |                     | 8    |
| C1     | EKZ CrossTour                    |                           |                 | 5                    |                 |                    |                   |                 |                    |                              |                    |                |                    |                |                 |                     | 5    |
| C1     | Coupe de France                  |                           |                 |                      |                 |                    |                   |                 | 3                  |                              |                    |                |                    |                |                 |                     | 3    |
| C1/C2  | TOI TOI Cup                      |                           |                 |                      |                 |                    | 7                 |                 |                    |                              |                    |                |                    |                |                 |                     | 7    |
| C1/C2  | Soudal Classics                  |                           | 5               |                      |                 |                    |                   |                 |                    |                              |                    |                |                    |                |                 |                     | 5    |
| C1     | Losse crossen                    | 8                         | 2               |                      |                 | 1                  |                   |                 |                    |                              |                    |                |                    | 2              |                 |                     | 13   |
| C2     | National Trophy Series           |                           |                 |                      |                 |                    |                   |                 |                    | 5                            |                    |                |                    |                |                 |                     | 5    |
| C2     | Brico Cross                      |                           | 5               |                      |                 | 1                  |                   |                 |                    |                              |                    |                |                    |                |                 |                     | 5    |
| C2     | Losse crossen                    | 36                        | 4               | 8                    | 9               | 3                  |                   | 6               | 2                  | 1                            | 3                  | 4              | 2                  |                | 2               | 1                   | 87   |
| Totaal | Totaal                           | 47                        | 34              | 13                   | 9               | 8                  | 7                 | 7               | 6                  | 6                            | 4                  | 4              | 3                  | 2              | 2               | 1                   | 153  |

## Kampioenen
| Land                                 | Datum              | Winnaar mannen        | Winnaar vrouwen          |
| ------------------------------------ | ------------------ | --------------------- | ------------------------ |
| Wereldkampioen ( Bieles)             | 28-29 januari 2017 | Wout van Aert         | Sanne Cant               |
| Europees kampioen ( Pontchâteau)     | 29-30 oktober 2016 | Toon Aerts            | Thalita de Jong          |
| Pan-Amerikaans kampioen ( Covington) | 29 oktober 2016    | Stephen Hyde          | Katherine Compton        |
|                                      |                    |                       |                          |
| Australië                            | 20 augustus 2016   | Chris Jongewaard      | Rebecca Locke            |
| België                               | 7-8 januari 2017   | Wout van Aert         | Sanne Cant               |
| Canada                               | 5 november 2016    | Jeremy Martin         | Maghalie Rochette        |
| Chili                                | 25 september 2016  | Rodrigo Salazar Perez | Valentina Monsalve       |
| Denemarken                           | 7-8 januari 2017   | Simon Andreassen      | Malene Degn              |
| Duitsland                            | 7-8 januari 2017   | Marcel Meisen         | Jessica Lambracht        |
| Estland                              | 15 oktober 2016    | Martin Loo            | Mari-Liis Mottus         |
| Finland                              | 7-8 januari 2017   |                       |                          |
| Frankrijk                            | 7-8 januari 2017   | Clément Venturini     | Caroline Mani            |
| Groot-Brittannië                     | 7-8 januari 2017   | Ian Field             | Nikki Brammeier          |
| Hongarije                            |                    |                       |                          |
| Ierland                              | 7-8 januari 2017   | Roger Aiken           | Beth McCluskey           |
| IJsland                              | 14 november 2016   | Ingvar Ómarsson       | Ágústa Edda Björnsdóttir |
| Italië                               | 7-8 januari 2017   | Gioele Bertolini      | Eva Lechner              |
| Japan                                | 11 december 2016   | Toki Sawada           | Kiyoka Sakaguchi         |
| Kroatië                              |                    |                       |                          |
| Luxemburg                            | 7-8 januari 2017   | Scott Thiltges        | Christine Majerus        |
| Nederland                            | 7-8 januari 2017   | Mathieu van der Poel  | Marianne Vos             |
| Noorwegen                            | 13 november 2016   | Erik Nordsæter Resell | Elisabeth Sveum          |
| Oostenrijk                           | 7-8 januari 2017   | Gregor Raggl          | Nadja Heigl              |
| Polen                                | 7-8 januari 2017   | Marek Konwa           | Magdalena Sadłecka       |
| Portugal                             | 7-8 januari 2017   | Ricardo Marinheiro    | Sandra Dos Santos        |
| Slovenië                             | 26 november 2016   | Vladimir Kerkez       |                          |
| Slowakije                            | 4 december 2016    | Martin Haring         | Janka Keseg Števková     |
| Spanje                               | 7-8 januari 2017   | Ismael Esteban Aguado |                          |
| Tsjechië                             | 7-8 januari 2017   | Michael Boroš         | Pavla Havlíková          |
| Verenigde Staten                     | 7-8 januari 2017   | Stephen Hyde          | Katherine Compton        |
| Zweden                               | 12 november 2016   | David Eriksson        | Jenny Rissveds           |
| Zwitserland                          | 7-8 januari 2017   | Julien Taramarcaz     | Jasmin Egger-Achermann   |

1982-1983 · 
1983-1984 · 
1984-1985 · 
1985-1986 · 
1986-1987 · 
1987-1988 · 
1988-1989 · 
1989-1990 · 
1990-1991 · 
1991-1992 · 
1992-1993 · 
1993-1994 · 
1994-1995 · 
1995-1996 · 
1996-1997 · 
1997-1998 · 
1998-1999 · 
1999-2000 · 
2000-2001 · 
2001-2002 · 
2002-2003 · 
2003-2004 · 
2004-2005 · 
2005-2006 · 
2006-2007 · 
2007-2008 · 
2008-2009 · 
2009-2010 · 
2010-2011 · 
2011-2012 · 
2012-2013 · 
2013-2014 · 
2014-2015 · 
2015-2016 · 
2016-2017 · 
2017-2018 · 
2018-2019 · 
2019-2020 · 
2020-2021 · 
2021-2022 · 
2022-2023 ·
2023-2024 ·
2024-2025
Kampioenschappen:  Wereldkampioenschappen ·
 Europese kampioenschappen ·
 Belgische kampioenschappen ·
 Nederlandse kampioenschappen
Klassementen:  Wereldbeker ·
 Superprestige ·
 DVV Verzekeringen/IJsboerke Trofee ·
 EKZ CrossTour ·
 TOI TOI Cup ·
 National Trophy Series ·
 Coupe de France ·
 Copa de España ·
 New England Series
Overig:  Brico Cross ·
 Soudal Classics